# Коваль-Самборский, Иван Иванович
Ива́н Ива́нович Кова́ль-Самбо́рский (1893—1962) — советский актёр театра и кино, пик популярности которого пришёлся на 1920—30-е годы. Заслуженный артист Киргизской ССР (1944).

## Биография
Родился 16 сентября 1893 год в Харькове в мещанской семье. В возрасте семи лет остался сиротой. Был отдан на обучение к цирковому артисту. Чтобы заработать себе на хлеб, выступал по дворам. Затем стал профессиональным цирковым артистом — работал у Чинизелли, Труцци, Есиковского, Юнатова.
В Первую мировую войну был призван в армию, воевал на Кавказском фронте, принимал участие во взятии Эрзурума.
В 1917 году, после революции, переехал в Среднюю Азию, в Самарканде играл в городском театре и там же вступил в Красную Армию, участвовал в освобождении Бухары.
После Гражданской войны недолго поработал в Костроме артистом местного театра, и в 1920 году переехал в Петроград, где играл в одном из народных домов.
Выехав с гастрольным театром М. Н. Розен-Санина в Москву, остался в столице, руководил самодеятельностью Московского военного гарнизона.
В 1922 году вошёл в труппу театра Всеволода Мейерхольда, отыграв там один сезон.

Пришёл в театр Иван Коваль-Самборский и с ходу отлично сыграл роль Петра в «Лесе». Он был сразу же обласкан Мастером. А спустя некоторое время, Коваль-Самборский жаловался на свою небольшую занятость в театре. Он сетовал, что ему уже немало лет, а он всё только в «Лесе» и играет.— Борис Михайлович Тенин

Это был чудесный человек и великолепный товарищ, с которым вскоре мы стали большими друзьями.— Михаил Иванович Жаров
В 1924 году дебютировал в кинематографе в эпизодической роли полицейского в фильме «Враги» Чеслава Сабинского. Следом сыграл одну из главных ролей в картине «Его призыв» Якова Протазанова, а затем в его же картинах «Сорок первый» и «Человек из ресторана», в которых сыграл сложные драматические образы в главных ролях.
Тогда же исполнил роли в фильмах Бориса Барнета — миллионера Артура Сторна в приключенческом боевике «Мисс Менд» и простого парня Илью Снегирёва в лирической комедии «Девушка с коробкой».
По командировке советского правительства с целью обмена знаний в области киноискусства был направлен в Германию и с 1927 по 1932 годы снимался в Берлине, Париже, Вене, Праге, играл в Берлинском городском рабочем театре.
Вернувшись в СССР, был активно востребован в кино, сыграв заметные роли в «Настеньке Устиновой» (Питер Грегори), «Лётчиках» (Беляев), «Ущелье аламасов» (Горбатюк), «Болотных солдатах» (Александр Мачерет) и других фильмах.
В 1938 году был арестован (причиной стала его поездка в Германию). В конце 1939 г. освобождён и выслан в Киргизию, где вскоре стал одним из ведущих артистов Фрунзенского русского театра имени Крупской и даже получил в 1944 году звание Заслуженного артиста Киргизской ССР.
В 1949 году переехал в Грозный, где работал как актёр и режиссёр в Грозненском театре имени Лермонтова.
В 1950 г. был вновь арестован, в 1954 г. освобождён, но реабилитирован был лишь посмертно в 2003 г.
В 1955 году вернулся в Москву, два года проработал в труппе Театра-студии киноактёра.
В 1956 году режиссёр Борис Барнет пригласил его в его картину «Поэт» на роль белого полковника Селиванова. После 18 лет перерыва в съемках зрители увидели на экране уже совсем другого Коваль-Самборского — не известного им по фильмам 1920-х годов улыбающегося молодого парня, а постаревшего мужчину с печальным взглядом.
В дальнейшие пять лет актёру предлагали лишь роли второго плана и в эпизодах в около десятка фильмах.
В 1962 году его не стало. Похоронен на Кузьминском кладбище, однако могила в связи с отсутствием родственников в Москве пришла в запустение.

## Семья
- Жена — Клавдия Семёновна Лунгрен, заслуженная артистка Киргизской ССР, играла в Киргизском русском драмтеатре (1940—1952), затем в Ивановском драматическом театре (1953—1974).
- Сын — Владимир Иванович Коваль-Самборский (ум. 2002), работал инструктором по вопросам кино в Ивановском областном совете профсоюзов. Правнучки живут в г. Иваново.

## Фильмография

### Фильмография в СССР
- 1924 — Враги — полицейский
- 1925 — Его призыв — рабочий Андрей
- 1925 — Шахматная горячка (короткометражный) — милиционер
- 1926 — Мисс Менд — Артур Сторн
- 1926 — Мать — Весовщиков, друг Павла
- 1926 — Последний выстрел — Пётр Коваль
- 1926 — Сорок первый — Вадим Говоруха-Отрок, белый офицер
- 1927 — Девушка с коробкой — Илья Снегирёв
- 1927 — Земля в плену — Яков
- 1927 — Человек из ресторана — Соколин
- 1934 — Настенька Устинова — Питер Грегори
- 1935 — Лётчики — Сергей Беляев, командир авиаотряда
- 1936 — Застава у Чёртова брода — Павел Грай
- 1936 — Однажды летом — агент уголовного розыска
- 1936 — Строгий юноша — моряк
- 1936 — Трое с одной улицы — наборщик Марк
- 1937 — Дочь Родины — Горбатюк
- 1937 — Ущелье Аламасов — научный сотрудник Висковский
- 1938 — Болотные солдаты — Вальтер
- 1956 — Поэт — Селиванов, белый полковник
- 1956 — Пролог — староста
- 1957 — Гуттаперчевый мальчик — директор цирка
- 1957 — Коммунист — бородатый мужик
- 1957 — Ленинградская симфония — старый боец
- 1957 — Шторм — Богомолов
- 1958 — Восемнадцатый год — отец Агрипины
- 1958 — Звероловы — угрюмый охотник
- 1958 — Смена начинается в шесть — Щербина
- 1959 — Исправленному верить — Нехода
- 1959 — Аннушка — врач
- 1961 — Зелёный патруль — Ефим Егорович, лесник

### Фильмография в Германии
- 1928: Шиндерханнес (Schinderhannes)
- 1928: Девушка-модель (Das Spreewaldmädel)
- 1928: Мэри Лу (Mary Lou)
- 1928: Рыцари ночи (Ritter der Nacht)
- 1928: Любовь в большом коровнике (Liebe im Kuhstall)
- 1928: Мое сердце — это джаз-бенд (Mein Herz ist eine Jazzband)
- 1929: Мелодия мира (Melodie der Welt)
- 1929: Калиостро (Cagliostro)
- 1929: Железная маска (Mascottchen)
- 1929: Взрывной экскаватор 1010 (Sprengbagger 1010)
- 1930: Песни донских казаков (Das Donkosakenlied)
- 1930: Девушка-жонглер (Gehetzte Mädchen)
- 1930: Девушка из США (Das Mädel aus U.S.A.)
- 1930: Взлом в банке Рейхенбах (Einbruch im Bankhaus Reichenbach)
- 1930: Бухгалтер Кремке (Lohnbuchhalter Kremke)
- 1930: Альрауне (Alraune)
- 1931: Большой аттракцион (Die große Attraktion)
- 1931: Marco, der Clown
- 1932: Большой ночной город (Großstadtnacht)
- 1932: Temporary Shelter
- 1932: Рейнский бунтарь (Der Rebell)